# Comarca d'Asón-Agüera
La comarca d'Asón-Agüera és una comarca de Cantàbria als cursos alts dels rius Asón i Agüera, molt a prop del límit amb Biscaia (País Basc). Abasta la conca per la qual discorre el riu Asón i els seus afluents com el riu Gándara. A despit que ja existeix una llei de comarcalització de Cantàbria, aquesta encara no ha estat desenvolupada, per tant la comarca no té entitat real. En destaquen la zona arqueològica de Ramales de la Victoria i la cova de la Vall a Rasines).

## Geografia

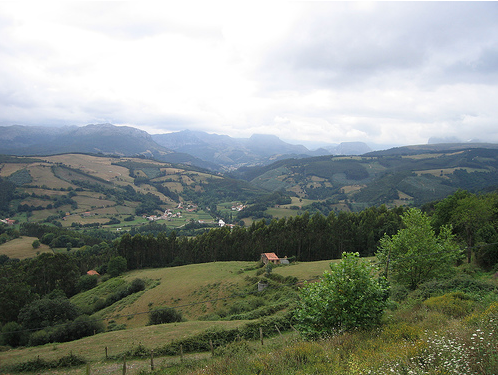
Vall de l'Asón

La comarca inclou els municipis d'Ampuero (3.682 hab.), Arredondo (2.312 hab.), Guriezo (1.979 hab.), Limpias, Ramales de la Victoria, Rasines, Ruesga, Soba i Valle de Villaverde.
La població total de la comarca arriba a la xifra de 14.240 habitants, segons dades de l'INE de l'any 2006. Segons les dades del mateix any, els seus tres nuclis més poblats, de major a menor, són: Ampuero (5.837), Ramales de la Victoria (2.333) i Guriezo (2.101). I els seus tres nuclis menys poblats, de menor a major, són: Valle de Villaverde (373), Arredondo (558) i Rasines (999).
La Vall de l'Asón destaca pels seus escabrosos massissos calcaris, que alberguen a l'interior una extraordinària riquesa espeleològica, així com majestuosos, interessants i centenaris boscos de faigs, roures i alzines, sens dubte els més notables de la zona oriental de Cantàbria. Cal destacar els seus bells paisatges de muntanya, als quals s'uneixen les valls amb verdes planures.
Aquesta vall és recorreguda pel riu Gándara, afluent de l'Asón. Els límits històrics i municipals de Soba excedeixen als de la vall geogràficament entesa, i inclouen també la capçalera de l'Asón, el marge dret de la vall del riu Miera (Valdición, localitat del municipi de Soba) i el marge esquerre de la vall del riu Calera, limítrof amb la província de Biscaia.

## Galeria d'imatges

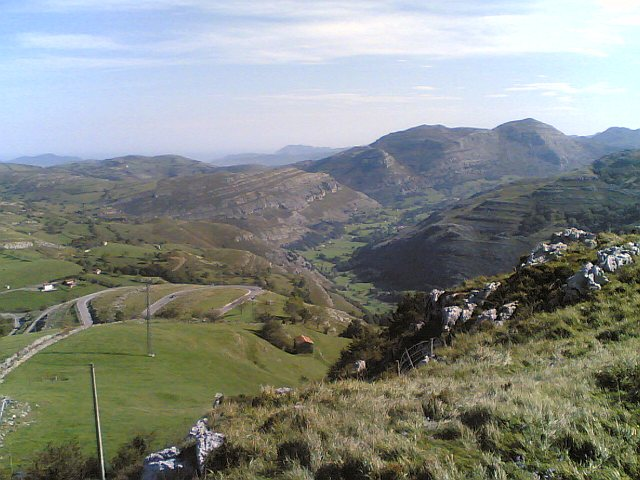
Vall de Matienzo a Ruesga
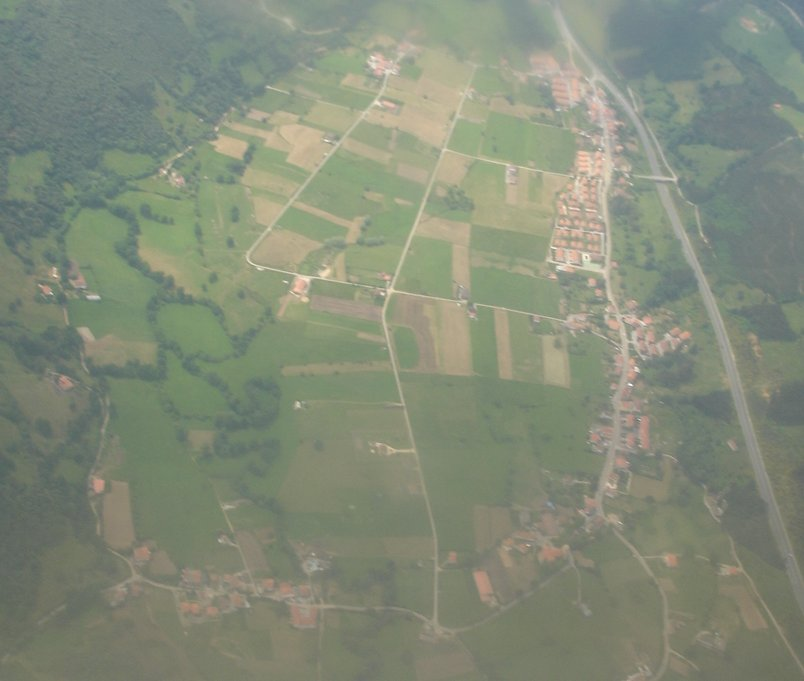
Vista aèria de Rasines
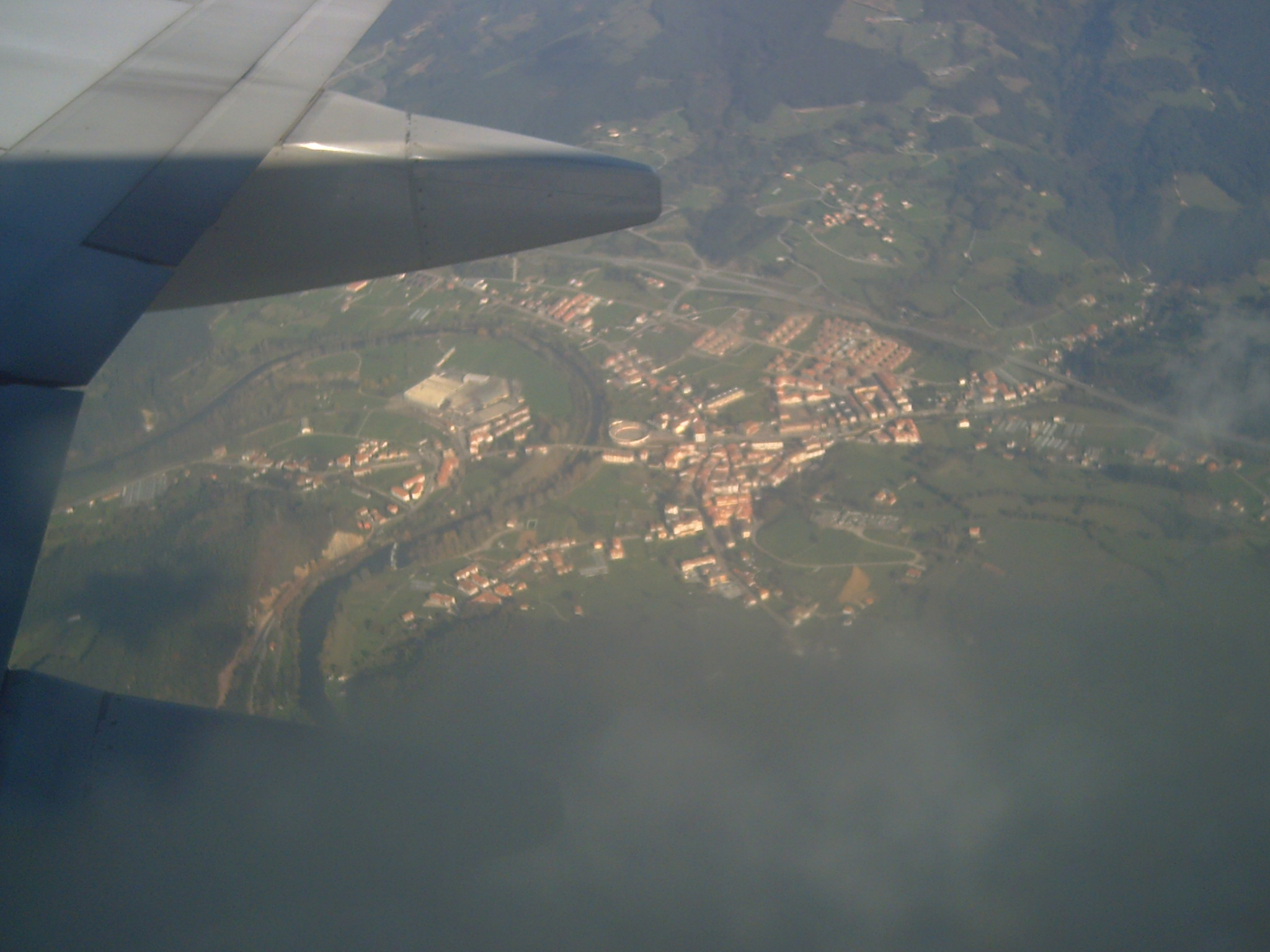
Vista aèria d'Ampuero
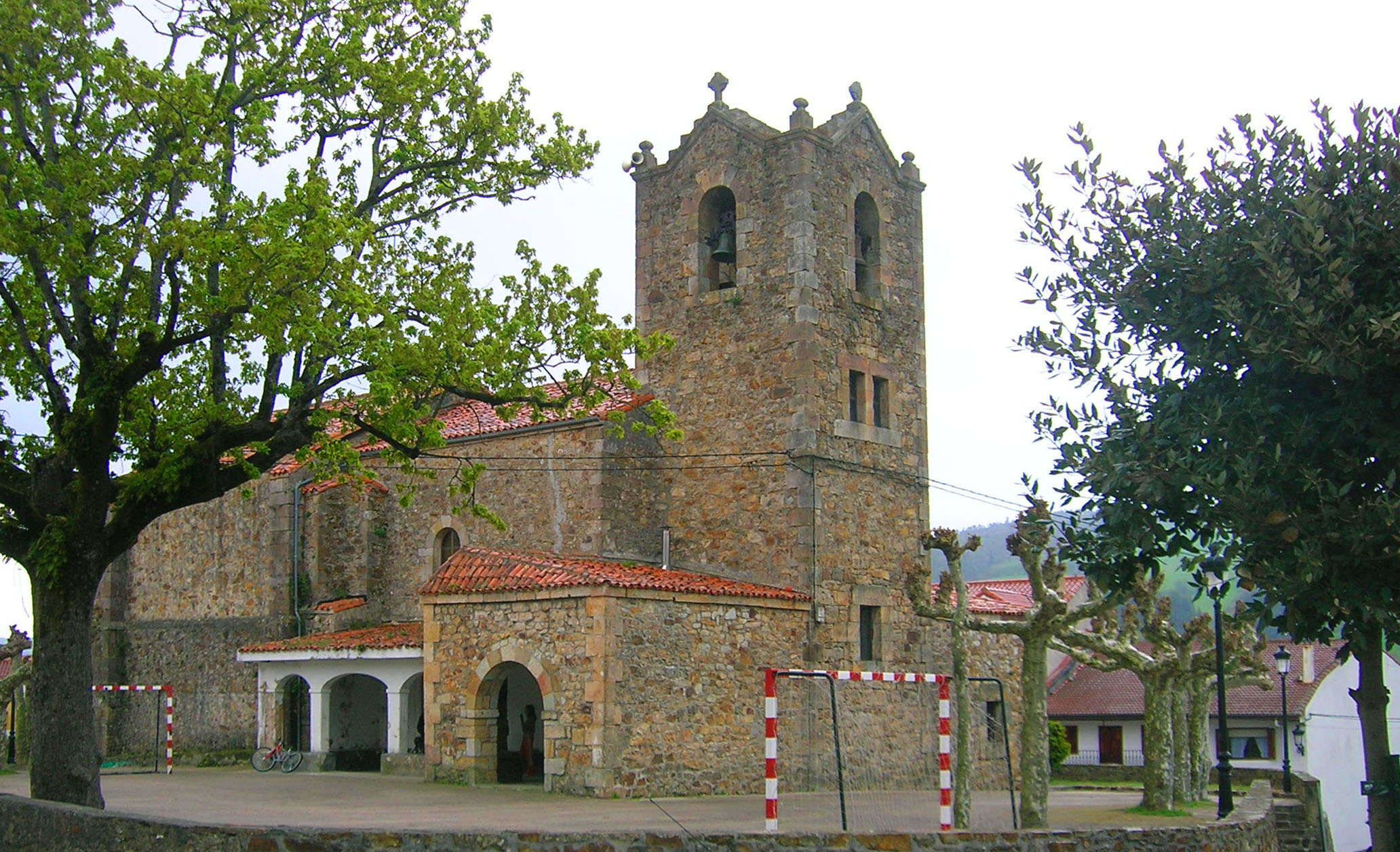
Església de la localitat de Seña, a Limpias